# Reinhold Niederhöfer
Reinhold Niederhöfer (* 31. Oktober 1956 in Grünstadt) ist ein deutscher Politiker (SPD). Von 2010 bis zum 31. Dezember 2017 war er hauptamtlicher Bürgermeister der Verbandsgemeinde Grünstadt-Land (Rheinland-Pfalz), die gut 20.000 Einwohner hatte und am 1. Januar 2018 in der neuen Verbandsgemeinde Leiningerland aufging.

## Familie
Niederhöfer wuchs in Kleinkarlbach in einer traditionell sozialdemokratischen Familie auf. Sein Vater ist Wolfgang Niederhöfer (1932–2017), der sich in der Region einen Namen gemacht hat als Kommunalpolitiker und Seniorenvertreter für die SPD sowie als Historiker und Mühlenkundler. Auch der Sohn ist Mitglied der SPD. Er ist verheiratet und wohnt in Kleinkarlbach.

## Ausbildung
Als 18-Jähriger begann Niederhöfer am 1. Juni 1975 seine Ausbildung im mittleren Dienst der Verbandsgemeinde Grünstadt-Land, die drei Jahre vorher durch Zusammenschluss von 16 Ortsgemeinden geschaffen worden war. Nach dem berufsbegleitenden Besuch der Verwaltungsfachhochschule in Mayen folgten zwei Abendstudien, zunächst ein Lehrgang zum Bilanzbuchhalter bei der Industrie- und Handelskammer und dann ein vierjähriges Studium zum Betriebswirt. Nach dessen Abschluss stieg Niederhöfer in den gehobenen Dienst auf.

## Beruf
1988 übernahm Niederhöfer die Leitung der Gemeindewerke der Verbandsgemeinde. 2002 wurde er vom Verbandsgemeinderat zum hauptamtlichen Ersten Beigeordneten gewählt und 2010 in einer Direktwahl – als Nachfolger von Eugen Ackermann – im 1. Wahlgang mit 56,4 % der Wählerstimmen zum hauptamtlichen Bürgermeister. Er ist Mitglied des Kreistags des Landkreises Bad Dürkheim sowie der SPD-Fraktion im Verband Metropolregion Rhein-Neckar. Bei der Bewerbung um die Nachfolge der verstorbenen Landrätin Sabine Röhl (1957–2012) trat er für die SPD an und unterlag am 7. April 2013 in einer Stichwahl dem CDU-Kandidaten Hans-Ulrich Ihlenfeld.
Niederhöfer war bis 2018 zum Bürgermeister gewählt. Seine Amtszeit endete jedoch vorzeitig am 31. Dezember 2017, weil am 1. Januar 2018 die bisherigen Verbandsgemeinden Grünstadt-Land und Hettenleidelheim zur neuen Verbandsgemeinde Leiningerland fusionierten. Die Fusion war von Niederhöfer maßgeblich betrieben worden.